# مخطط الفكر

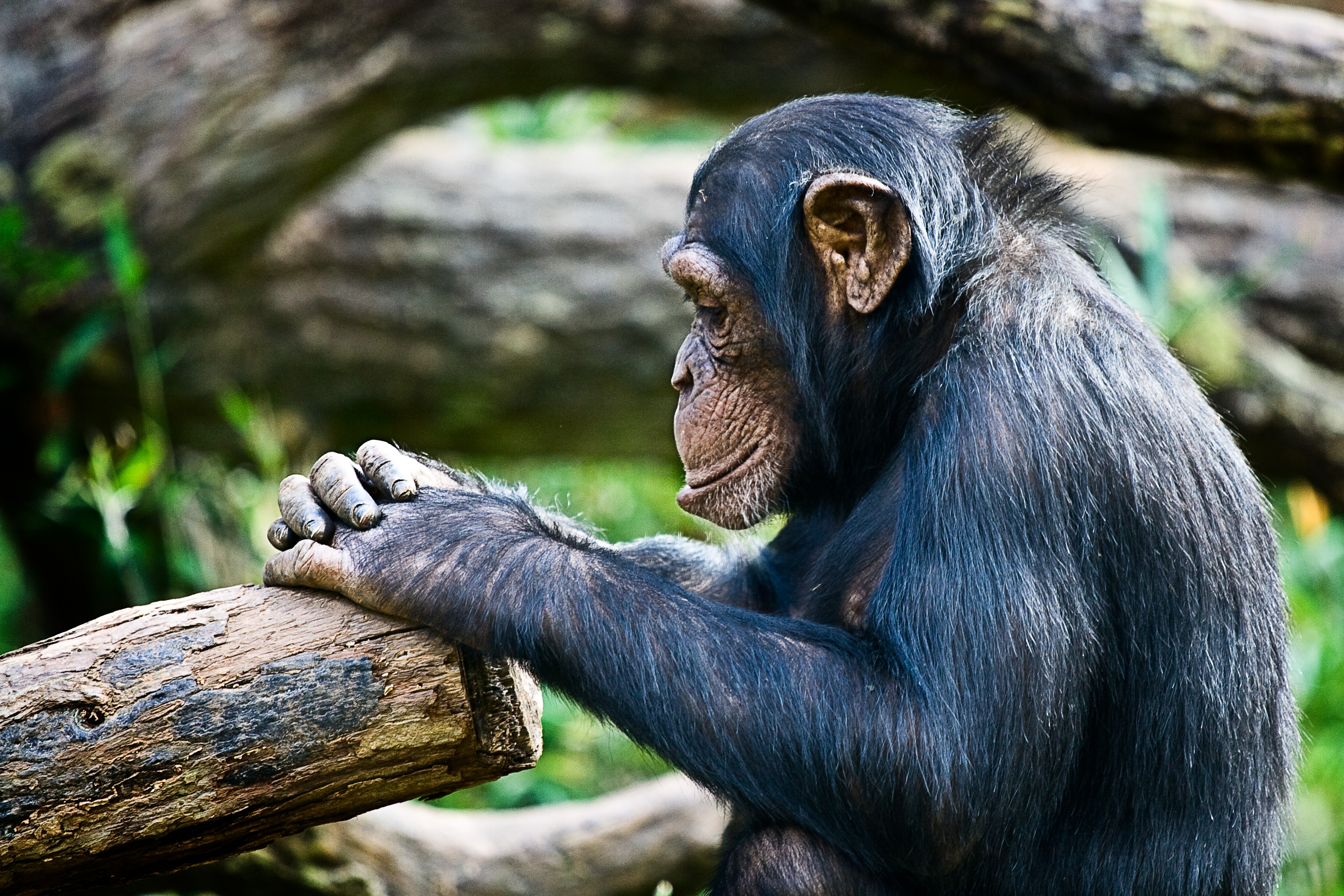

الفكر (ويسمى أيضا التفكير) – هي العملية العقلية التي تستخدمها الكائنات لتكوين ارتباطات نفسية. التفكير هو التلاعب بالمعلومات، تكوين مفاهيم، حل المشكلات، والأسباب واتخاذ القرارات. الفكرة ممكن أن تكون صورة، صوت، أو حتى شعور ياتي من الدماغ.

## طبيعه الفكر
الفكر (أو التفكير) يمكن وصفه بأنه كل ما يلي:
- نشاط في:
  - الدماغ – عضو بمثابة مركز الجهاز العصبي في الفقاريات ومعظم الحيوانات اللافقارية (فقط عدد قليل من اللافقاريات مثل الإسفنج، قنديل البحر، البحر الكبار النافورات ونجم البحر ليس لديه مخ). هو الهيكل المادي المرتبط العقل.
    - العقل – مجردة الكيان المعرفي كليات الوعي, الإدراك, التفكير, الحكم, و الذاكرة. بعد أن العقل هو سمة من المخلوقات الحية.[1][2] الأنشطة التي تجري في العقل تسمى العمليات العقلية أو الوظائف المعرفية.

  - الكمبيوتر – جهاز عام الاستخدام يمكن برمجته للقيام بمجموعة من العمليات الحسابية أو المنطقية العمليات تلقائيا. سلسلة من العمليات ( الخوارزمية) يمكن بسهولة تغيير الكمبيوتر يمكن أن تحل أكثر من نوع واحد من المشاكل.
- نشاط الاستخبارات – الذكاء هو التفكير بتمعن والتي تميزت الإدراك, الدافع, و الوعي الذاتي.[3] من خلال ذكاء المخلوقات الحية تمتلك القدرات المعرفية للتعلم، تشكل المفاهيم، فهم، تطبيق المنطق والعقل، بما في ذلك القدرات من أجل التعرف على الأنماط، فهم الأفكار خطة حل المشكلة، اتخاذ القرارات، والإبقاء على استخدام اللغة في التواصل. الذكاء يمكن المخلوقات الحية إلى التجربة والتفكير.
  - نوع العملية العقلية – شيء التي يمكن للأفراد القيام به مع عقولهم. العمليات العقلية تشمل الإدراك والذاكرة والتفكير والإرادة والعاطفة. في بعض الأحيان مصطلح الوظيفة المعرفية تستخدم بدلا من ذلك.
- يعتقد البيولوجي والتكيف آلية[4]